# The Naked and Famous
I The Naked and Famous (reso graficamente come The Naked + Famous) sono un gruppo musicale neozelandese originario di Auckland. Il loro album di debutto, intitolato Passive Me, Aggressive You, è uscito il 6 settembre del 2010 in Nuova Zelanda, esordendo alla prima posizione nelle classifiche locali.
Popolari soprattutto in patria e in Australia, il loro stile, combinazione di indie rock ed elettropop, è stato paragonato a quello dei MGMT.

## Storia del gruppo
Il nucleo originario della band è costituito da Alisa Xayalith (voce, tastiera), Thom Powers (chitarra, cori) e Aaron Short (tastiera, programmazione), studenti del Music and Audio Institute di Auckland. Nel 2008, i primi due lasciarono gli studi per fondare una band (i The Naked and Famous) pubblicando nello stesso anno due EP, This Machine e No Light, che ottennero una buona accoglienza della critica. A quel tempo si avvalevano già della collaborazione di Short; con l'aggiunta per le esibizioni live del bassista David Beadle e del batterista Jesse Wood la band divenne un quintetto.
La loro fama è legata soprattutto al singolo Young Blood, certificato disco di platino in Nuova Zelanda, utilizzato in una puntata delle serie tv Skins, Gossip Girl e Chuck, oltre che in uno spot della Canon. Il singolo Young Blood è stato usato anche nella colonna sonora del film The Art of Flight; la canzone è stata utilizzata anche per lo spot del programma di Rai 3 Volo in diretta. La canzone Punching in a Dream, anch'essa entrata in classifica, appare in un episodio della serie tv The Vampire Diaries. Inoltre, Punching in a Dream fa parte della colonna sonora del videogioco FIFA 12 e Forza Horizon.
Il singolo Hearts Like Ours è usato come colonna sonora nel videogioco FIFA 14.
La canzone Bells è stata utilizzata dalla nota serie americana Grey's anatomy nell'ottava stagione.

## Discografia[4]

### Album
- 2010 – Passive Me, Aggressive You
- 2013 – In Rolling Waves
- 2016 – Simple Forms
- 2020 – Recover

### EP
- 2008 – This Machine
- 2008 – No Light

### Singoli
- 2009 – All of This
- 2010 – Young Blood
- 2010 – Punching in a Dream
- 2011 – Girls Like You
- 2013 – Hearts Like Ours
- 2013 – A Stillness
- 2013 – I Kill Giants
- 2016 – Higher
- 2016 – Laid Low
- 2016 – The Runners

### Video
Tutti diretti da Campbell Hooper e Joel Kefali:
- Serenade
- Birds
- All of This
- Young Blood
- Punching in a Dream
- Girls Like You
- The Sun
- No Way
- Hearts like ours